# 徐永 (1972年)
徐永（1972年5月—），男，河南方城人，中华人民共和国外交官，曾任中华人民共和国驻泗水总领事，现任中华人民共和国驻喀麦隆共和国特命全权大使。

## 生平
徐永毕业于北京外国语大学，曾任驻欧盟使团参赞、驻丹麦大使馆政务参赞和外交部驻香港特派员公署参赞。2020年，挂职北京市延庆区副区长。2022年10月，出任中华人民共和国驻泗水总领事。2025年6月，自驻泗水总领事离任。8月，出任中华人民共和国驻喀麦隆大使。